# Xyletinus longitarsis
Xyletinus longitarsis är en skalbaggsart som beskrevs av Carl-Axel Jansson 1942. Xyletinus longitarsis ingår i släktet Xyletinus, och familjen trägnagare. Enligt den svenska rödlistan är arten sårbar i Sverige. Arten förekommer i Götaland, Öland, Svealand och Nedre Norrland. Artens livsmiljö är skogslandskap, jordbrukslandskap.

## Bildgalleri

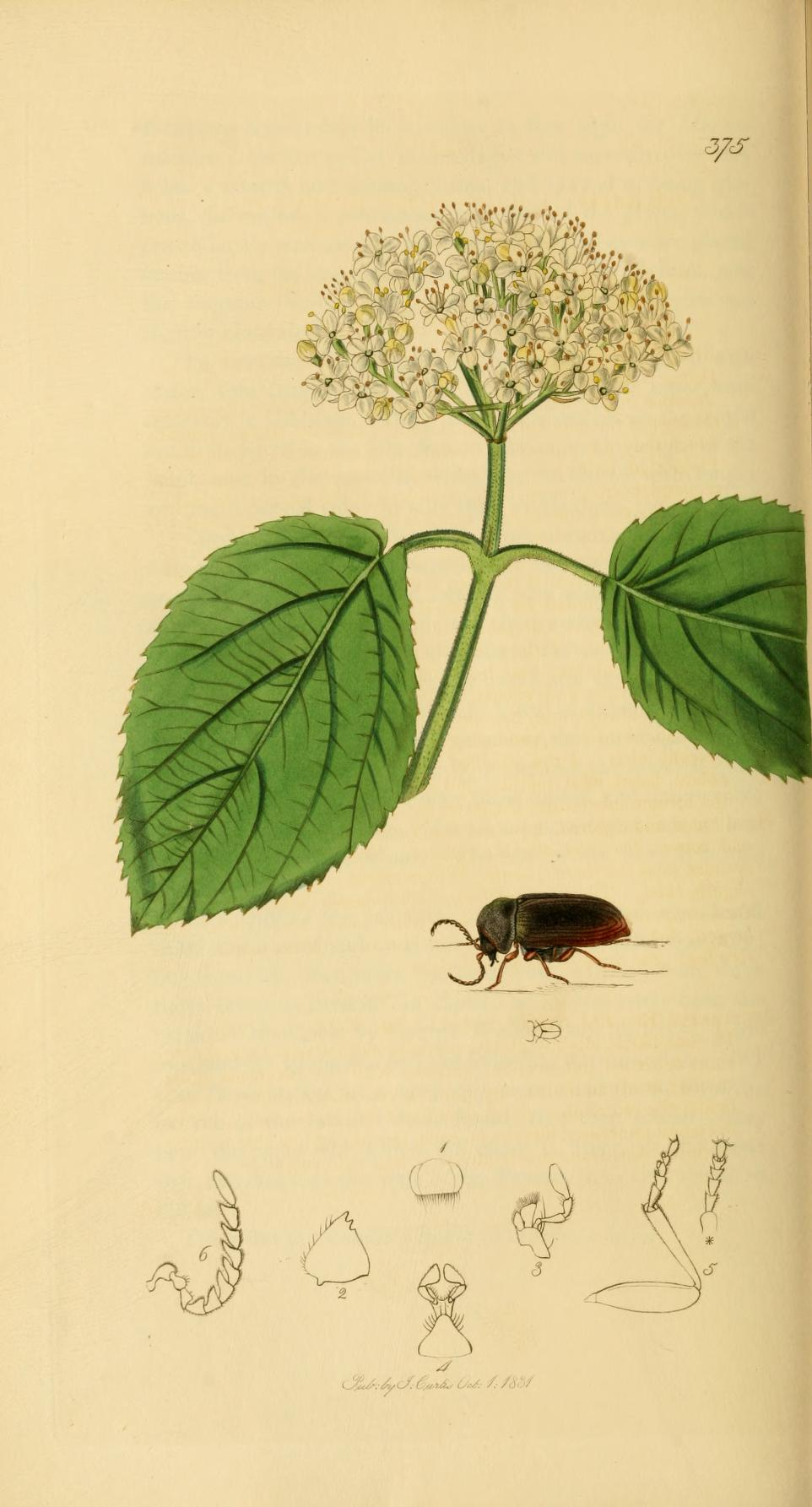